# Pajarito (dulce chileno)
El pajarito es un dulce de la repostería de Chile. Es un tipo de panecillo redondo que es glaseado con merengue y decorado optativamente con chispas de colores. Son muy consumidos durante las Fiestas Patrias chilenas a mediados de septiembre en todo el país, especialmente en fondas y ramadas que se preparan para dicha ocasión, siendo por esta razón que también son conocidos como «pajaritos dieciocheros».

## Origen
Si bien su origen y autoría son imprecisos, se tiene registro de las primeras elaboraciones de este dulce en los conventos de la Iglesia católica ubicados en la actual Región del Biobío durante el Chile colonial; extendidos en un comienzo a la Región de La Araucanía y posteriormente al resto de Chile como parte de los «dulces típicos chilenos». En la actualidad es posible verlos comercializados en septiembre en ciudades como Concepción, Los Ángeles, Angol y Temuco de forma masiva.